# Rütschelen
Rütschelen – gmina (niem. Einwohnergemeinde) w Szwajcarii, w kantonie Berno, w regionie administracyjnym Emmental-Oberaargau, w okręgu Oberaargau.

## Demografia
W Rütschelen mieszkają 564 osoby. W 2020 roku 4,6% populacji gminy stanowiły osoby urodzone poza Szwajcarią.